# Failure
Failure est un groupe de rock américain, originaire de Los Angeles, en Californie. Il est fondé dans les années 1990 par Ken Andrews (chanteur, guitariste), Greg Edwards (bassiste) et Robert Gauss (batteur). Ils sont souvent comparés à d'autres groupes dits alternatifs de leur temps comme Nirvana et Soundgarden. Initialement actif entre 1990 et 1997, Failure se réunit en 2014.

## Biographie

### Première période (1990–1997)
En 1992 sort le premier album, Comfort, produit par Steve Albini. Le groupe et le producteur Albini se retrouveront insatisfaits de Comfort, et reviendront en studio en 1993, Andrews et Edwards endosseront alors la production. À mi-chemin des sessions, Gauss quitte le groupe, et Edwards joue de la batterie, jusqu'à l'arrivée de Kellii Scott. Leur deuxième album, Magnified, est publié en mars 1994 ; un clip est réalisé pour le single Undone. La presse spécialisée note la sonorité sonique de Magnified. Cette année, le groupe tourne avec Tool ; pendant chaque soirée, Adam Jones, du groupe Tool, monte sur scène pour jouer la chanson Macaque, issue de Comfort.
Après le succès de Magnified, Andrews, Edwards, et Scott reviennent en studio en 1995, cette fois dans une maison louée par Lita Ford. Alors qu'ils sont sur le point de terminer leurs sessions, leur contrat avec Warner Bros. Records expire et est non renouvelée. Pendant les négociations avec un nouveau label, les membres du groupe se consacrent à leurs projets parallèles : Andrews et Edwards enregistrent un album de reprises sous le nom de Replicants ; Andrews produit des albums pour Blinker the Star et Molly McGuire (le groupe de rock originaire de Kansas City) ; Scott travaille en session. Au printemps 1996, Warner publie finalement leur nouvel album, Fantastic Planet, en août. Le guitariste Troy Van Leeuwen, un ami de Scott, se joindra à Failure pendant la sortie de l'album. Le premier single, Stuck on You a un succès modéré et est diffusé sur MTV. Il atteint la 31e place du Billboard Mainstream Rock chart et la 23e place du Modern Rock.
Le 19 novembre 1997, Failure annonce officiellement sa séparation, à cause de divergences personnelles.

### Post-séparation (1998–2013)
En 2004, Ken Andrews et Greg Edwards se retrouveront pour sortir un coffret DVD et CD : Golden, comprenant un documentaire sur le groupe, des vidéo-clips et des morceaux inédits. Failure est un groupe peu connu, ayant pourtant eu une influence sur des formations plus célèbres comme Cave In ou A Perfect Circle (que Troy Van Leeuwen rejoindra avant d'intégrer Queens of the Stone Age).
Lors de la conception du dernier album (Fantastic Planet), le groupe sera très influencé par le film d'animation La Planète Sauvage.

### Retour (depuis 2014)
En 2014, Failure se reforme et participe à plusieurs concerts aux États-Unis pour la première fois depuis 17 ans. Le groupe confirme sa reformation en partant en tournée aux côtés de Tool, Puscifer et A Perfect Circle. La même année, le groupe publie un titre inédit Come Crashing laissant augurer l'enregistrement d'un nouvel album. En décembre 2014, le groupe annonce sur sa page Facebook son intention d'organiser sa première tournée mondiale en 2015.

## Discographie

### Albums studio
- 1992 : Comfort
- 1994 : Magnified
- 1996 : Fantastic Planet
- 2015 : The Heart Is a Monster
- 2018 : In The Future Your Body Will Be The Furthest Thing From Your Mind
- 2021 : Wild Type Droid

### Autres
- 2004 : Golden (documentaire)
- For the Masses (a tribute to Depeche Mode) (reprise de Enjoy the Silence)
- 2006 : Essentials  (compilation)
- 2014 : Tree of Stars ' (EP)